# Jožef Kerec
Jožef Kerec (roj. Kerécz József), slovenski salezijanec, misijonar in arhitekt, * 15. oktober 1892, Prosečka vas, Kraljevina Ogrska, * 27. junij 1974, Veržej, SR Slovenija, SFRJ (danes Slovenija).
Kerec, eden najpomembnejših slovenskih misijonarjev, je teologijo je začel študirati v George Townu (Malezija), končal pa leta 1923 v Macauu, takratni portugalski koloniji. Bil je prefekt v Macau, nato v Hongkongu ravnatelj srednje šole, vodja salezijanskega zavoda v Kunmingu (Junan) in  apostolski administrator v Džaotongu (kitajsko: 昭通; pinjin: Zhaotong). Veliko misijonskih dopisov je objavil listu Katoliški misijon, pa tudi v drugih časopisih. Naredil je načrte za cerkvi sv. Jožefa in don Bosca, ambulanto, stanovanje za zdravstveno osebje in malo semenišče v Džaotongu, za šole blizu Macaa in v Kunmingu.